# Kavkazský emirát
Kavkazský emirát (čečensky Имарат Кавказ, Imarat Kavkaz, rusky Кавказский эмират, Kavkazskij emirat) je název radikální islámské teroristické organizace a jí samovolně vyhlášeného (v podstatě neexistujícího) státního útvaru na severním Kavkaze na území Ruské federace, pod nějž si přivlastňuje rozsáhlé oblasti ruských autonomních republik Dagestánu, Čečenska, Ingušska, Severní Osetie-Alanie, Kabardsko-Balkarska a Karačajsko-Čerkeska. Emirát však nemá nad tímto územím faktickou moc, to je pod kontrolou orgánů Ruské federace. Organizuje teroristické akce namířené proti Rusku (bombové útoky v moskevském metru roku 2010, na letišti Domodědovo roku 2011 a další). Dne 8. 2. 2010 byl Nejvyšším soudem Ruské federace prohlášen za teroristickou organizaci. Kavkazský emirát byl vyhlášen v říjnu 2007 prezidentem neuznané Čečenské republiky Ičkerie Doku Umarovem, který se sám jmenoval emírem. Zemřel v roce 2013, od roku 2014 byl emírem Ali Abú Mukhamad (Aliaschab Alibulatovič Kebekov), zlikvidován 19.4.2015, po něm Abu Usman Gimrinsky (Magomed Sulejmanov), který byl zlikvidován 11.8.2015 v Dagestánu.

## Externí odkazy

Prohlašované území Kavkazského emirátu